# Кейв-Спрингс (Арканзас)
Кейв-Спрингс (англ. Cave Springs, Arkansas) — город, расположенный в округе Бентон (штат Арканзас, США) с населением в 1103 человека по статистическим данным переписи 2000 года.

## География
По данным Бюро переписи населения США город Кейв-Спрингс имеет общую площадь в 18,91 квадратных километров, водных ресурсов в черте населённого пункта не имеется.
Город Кейв-Спрингс расположен на высоте 352 метра над уровнем моря.

## Демография
По данным переписи населения 2000 года в Кейв-Спрингсе проживало 1103 человека, 333 семьи, насчитывалось 420 домашних хозяйств и 449 жилых домов. Средняя плотность населения составляла около 58,7 человека на один квадратный километр. Расовый состав Кейв-Спрингса по данным переписи распределился следующим образом: 93,02 % белых, 0,09 % — чёрных или афроамериканцев, 3,54 % — коренных американцев, 0,27 % — азиатов, 1,54 % — представителей смешанных рас, 1,54 % — других народностей. Испаноговорящие составили 2,18 % от всех жителей города.
Из 420 домашних хозяйств в 33,8 % — воспитывали детей в возрасте до 18 лет, 70,5 % представляли собой совместно проживающие супружеские пары, в 6,2 % семей женщины проживали без мужей, 20,5 % не имели семей. 16,9 % от общего числа семей на момент переписи жили самостоятельно, при этом 6,0 % составили одинокие пожилые люди в возрасте 65 лет и старше. Средний размер домашнего хозяйства составил 2,63 человек, а средний размер семьи — 2,94 человек.
Население города по возрастному диапазону по данным переписи 2000 года распределилось следующим образом: 25,5 % — жители младше 18 лет, 6,3 % — между 18 и 24 годами, 31,6 % — от 25 до 44 лет, 27,5 % — от 45 до 64 лет и 9,2 % — в возрасте 65 лет и старше. Средний возраст жителей составил 38 лет. На каждые 100 женщин в Кейв-Спрингсе приходилось 103,1 мужчин, при этом на каждые сто женщин 18 лет и старше приходилось 103,0 мужчин также старше 18 лет.
Средний доход на одно домашнее хозяйство в городе составил 37 500 долларов США, а средний доход на одну семью — 42 813 долларов. При этом мужчины имели средний доход в 29 167 долларов США в год против 22 574 доллара среднегодового дохода у женщин. Доход на душу населения в городе составил 17 946 долларов в год. 7,2 % от всего числа семей в округе и 9,1 % от всей численности населения находилось на момент переписи населения за чертой бедности, при этом 11,9 % из них были моложе 18 лет и 10,5 % — в возрасте 65 лет и старше.